# Anii 140 î.Hr.
Secole: Secolul al III-lea î.Hr. - Secolul al II-lea î.Hr. - Secolul I î.Hr.
Decenii: Anii 190 î.Hr. Anii 180 î.Hr. Anii 170 î.Hr. Anii 160 î.Hr. Anii 150 î.Hr. - Anii 140 î.Hr. - Anii 130 î.Hr. Anii 120 î.Hr. Anii 110 î.Hr. Anii 100 î.Hr. Anii 90 î.Hr.
Anii: 150 î.Hr. | 149 î.Hr. | 148 î.Hr. | 147 î.Hr. | 146 î.Hr. | 145 î.Hr. | 144 î.Hr. | 143 î.Hr. | 142 î.Hr. | 141 î.Hr. | 140 î.Hr.
Evenimente